# Elena de León Criado
María Elena de León Criado (Madrid) es una maestra, politóloga y activista feminista española. Fue cofundadora y presidenta de Comité Reivindicativo y Cultural de Lesbianas (Crecul) en 1991, una organización pionera en España en la defensa de los derechos de las lesbianas. En abril de 1992 fue cofundadora y  primera presidenta de la Federación Estatal de Lesbianas, Gais, Trans y Bisexuales junto a Miguel Ángel Sánchez Rodríguez, portavoz de Cogam (1992-1993). En 2002 fundó el Comité de Culturas Lesbianas Crecul Madrid. Desde 2012 es Presidenta de la Federación de Asociaciones de Mujeres de la Comunidad de Madrid (FAMCM).

## Trayectoria
Diplomada en Magisterio por la Universidad Complutense de Madrid y licenciada en Ciencias Políticas y Sociología por la UNED Elena de León se incorporó a las filas del movimiento feminista de Madrid a finales de los años 80 y participó en la organización de las primeras Marchas del Orgullo LGBTI de los años 80.  En 1988 participó en las jornadas de feministas lesbianas de Madrid militando en el colectivo feminista de lesbianas de Madrid. En 1991 fue cofundadora y presidenta de CRECUL, Comité Reivindicativo y Cultural de Lesbianas creado desde el movimiento feminista.
En abril de 1992 participó en la fundación y asumió la presidencia constituyente de la Federación Estatal de Lesbianas, Gais, Trans y Bisexuales junto a Miguel Ángel Sánchez Rodríguez del COGAM desde donde se hizo pública la petición de los derechos de las parejas de hecho. La organización estableció la paridad entre mujeres y hombres. Tres años después, sin embargo CRECUL se separó de la Federación al considerar que no representaba los intereses ni la defensa de los derechos sexuales y reproductivos de las mujeres, decidiendo emprender la lucha de las lesbianas de manera independiente.
De 1992 a 1994 fue promotora y directora de la revista Mujeres y punto y en 1995 de InformaLES editadas por el Comité Reivindicativo y Cultural de Lesbianas de temática lesbiana y estudios de género.
En 1996 fue co-organizadora del Área de Libertad Afectivo-Sexual de Izquierda Unida (ALEAS) en la Comunidad de Madrid.
En 2002 constituye el Comité de Culturas Lesbianas (CRECUL Madrid) para la defensa de los derechos  de las mujeres LB migrantes, asiladas y refugiadas. 
En junio de 2012 CRECUL Madrid junto a otras asociaciones de Madrid constituye la Federación de Asociaciones de Mujeres de la Comunidad de Madrid y Elena de León asume la presidencia además de representar a la Plataforma de mujeres en la diversidad de la Comunidad de Madrid.
De 2017 a 2021 fue Secretaria de igualdad de la agrupación socialista de Chamberí, en Madrid además de Secretaria General de la Sección Sindical de Trabajadores/as en Desempleo de la FeSMC- UGT Madrid.
Además de la lucha por la visibilidad del feminismo lesbiano, Elena de León reivindica una Ley de Igualdad de Diversidad Familiar . En octubre de 2020 entrega en el Congreso de los Diputados un borrador propuesta de la ley.
En 2020 publica el libro Feminismos. Hacia una internacional feminista de mujeres  Es además colaboradora habitual de La hora digital y de El Obrero.

## Invisibilidad lésbica
Elena de León denuncia la invisibilidad lésbica y considera que es una forma de violencia contra las mujeres «El lesbianismo en la historia ha sido silenciado, incluso por los tribunales y la Santa Inquisición, pero también por la opinión pública que mirando hacia otro lado ha negado que las mujeres tengan una sexualidad independiente, y que su deseo sexual pudiese despertar la atracción sexual de otras mujeres»
Reivindica que la lesbofobia sea considerada una forma más de violencia de género y denuncia que la OMS no identifica en sus datos esta causa.
Considera que las mujeres lesbianas «se encuentran en desigualdad de recursos y oportunidades respecto de los hombres gays; son menos tomadas en cuenta en sus aportaciones y está limitada su promoción». y que incluso cuando se habla de transexualidad «se habla siempre de hombres que se sienten mujeres o que en realidad lo son, pero nunca hay espacio discursivo para las mujeres que se sienten hombres, o dicen serlo, y quieren dar el paso. Parece ser que haber nacido mujer en este mundo, más que el ser homosexual o transexual, conlleva un condicionante social (que no biológico) que impide o limita la proyección pública y política de la persona, por falta de reconocimiento de un status, aun en el caso de tener poder adquisitivo porque parece ser, también, que sin el hombre no hay nada.»
Señala que el techo de cristal también es lesbiano y que en el mundo cotidiano las mujeres lesbianas soportan las mismas cargas familiares, la doble jornada y la feminización de la pobreza, como la mayoría de las mujeres, lo que impide un igual desarrollo personal, social y económico. «Las mujeres lesbianas tenemos menos poder adquisitivo que los hombres gays; disponemos de menos dinero y tiempo que los hombres gays para el ocio; y, en su caso, para dedicarnos a la vida política y la militancia.»

## Publicaciones

### Libros
- Con lo evidente por delante (2002) Mjem Ediciones. ISBN 10: 8460742008

- Feminismos. Hacia una internacional feminista de mujeres. (2020) Mandala Ediciones  ISBN: 9788418115363

### Artículos
- El feminismo lesbiano de las invisibles.
- Familias, ¿Derechos o asistencialismo?
- El contagio global en la crisis de la desigualdad